# Puerto Rico op de Olympische Zomerspelen 1952
Puerto Rico nam deel aan de Olympische Zomerspelen 1952 in Helsinki, Finland. In tegenstelling tot de vorige deelname, werd er bij de tweede deelname geen medaille gewonnen.

## Deelnemers en resultaten

### Atletiek
| Olympiër         | Discipline               | Resultaat | Prestatie |
| ---------------- | ------------------------ | --------- | --- |
| Frank Rivera     | 400m (m)                 | 39e       | serie 11: 3de in 49,48 |
| Frank Rivera     | 800m (m)                 | 43e       | serie 5: 6de in 1.57,6 |
| Téofilo Colón    | 110m horden (m)          | 19e       | serie 4: 4de in 15,2 |
| Juan Lebron      | 110m horden (m)          | 22e       | serie 2: 5de in 15,4 |
| Amadeo Francis   | 400m horden (m)          | 25e       | serie 8: 4de in 54,0 |
| Francisco Castro | verspringen (m)          | DNS       | niet gestart |
| Francisco Castro | hink-stap-springen (m)   | 35e       | kwalificatie groep A: 20ste met 13,37m |
| Héctor Román     | hink-stap-springen (m)   | DNS       | niet gestart |
| José Vicente     | polsstokhoogspringen (m) | DNF       | kwalificatie: geen geldige poging |
| Francisco Castro | kogelstoten (m)          | 16e       | kwalificatie: 16de met 14,21m |
| Reinaldo Oliver  | speerwerpen (m)          | 25e       | kwalificatie groep B: 13de met 52,40m |
| Jaime Annexy     | kogelslingern (m)        | DNF       | kwalificatie groep A: geen geldige poging |
| Reinaldo Oliver  | tienkamp (m)             | 20e       | 100m: 24ste in 11,89 verspringen: 25ste met 6,15m kogelstoten: 23ste met 10,22m hoogspringen: 14de met 1,70m 400m: 18de in 53,62 110m horden: 21ste in 16,7 discuswerpen: 22ste met 29,95m polsstokhoogspringen: 9de met 3,50m speerwerpen: 4de met 56,68m 1500m: 9de in 4.52,20 totaal: 5264 punten   |
| Ramón Rosario    | tienkamp (m)             | 21e       | 100m: 18de in 11,70 verspringen: 18de met 6,47m kogelstoten: 21ste met 11,56m hoogspringen: 18de met 1,65m 400m: 13de in 52,78 110m horden: 15de in 16,66 discuswerpen: 32ste met 32,98m polsstokhoogspringen: 16de met 3,40m speerwerpen: 16de met 49,80m 1500m: 20ste in 5.14,58 totaal: 5228 punten |

### Boksen
| Olympiër       | Discipline  | Resultaat | Prestatie                                                                  |
| -------------- | ----------- | --------- | -------------------------------------------------------------------------- |
| Pablo Lugo     | -51kg (m)   | 16e       | 1ste ronde: V van AUT Zima: 1-2                                            |
| Angel Figueroa | -54kg (m)   | 9e        | 1ste ronde: W van VIE Vinh: 3-0 2de ronde: V van TCH Majdloch: 0-3         |
| Juan Curet     | -63,5kg (m) | 9e        | 1ste ronde: W van LIB Moussa: knock-out 2de ronde: V van ITA Visintin: 0-3 |

### Gewichtheffen
| Olympiër         | Discipline  | Resultaat | Prestatie                                                                                  |
| ---------------- | ----------- | --------- | ------------------------------------------------------------------------------------------ |
| Nicolas Vivas    | -56kg (m)   | 15e       | drukken: 12de met 75kg trekken: 6de met 87,5kg stoten: 14de met 102,5kg totaal: 265kg      |
| Antonio Hoffmann | -67,5kg (m) | 16e       | drukken: 9de met 97,5kg trekken: 18de met 92,5kg stoten: 20ste met 117,5kg totaal: 307,5kg |
| Jorge Soto       | -90kg (m)   | 13e       | drukken: 11de met 107,5kg trekken: 11de met 110kg stoten: 15de met 140kg totaal: 357,5kg   |

### Schietsport
| Olympiër             | Discipline              | Resultaat | Prestatie                       |
| -------------------- | ----------------------- | --------- | ------------------------------- |
| Alberto Guerrero     | 50m pistool (m)         | 27e       | 517 punten: (85-83-87-86-88-88) |
| Ramiro Ortíz         | 50m pistool (m)         | 44e       | 492 punten: (70-86-84-81-83-88) |
| Ernesto Rivera       | 25m snelvuurpistool (m) | 29e       | 546 punten: (273-273)           |
| José Rua             | 25m snelvuurpistool (m) | 22e       | 553 punten: (279-274)           |
| José Ángel Galiñanes | trap (m)                | 39e       | 117 punten: (53-64)             |

Argentinië · Australië · Bahama's · België · Bermuda · Birma · Brazilië · Brits-Guiana · Bulgarije · Canada · Ceylon · Chili · China · Cuba · Denemarken · Duitsland · Egypte · Filipijnen · Finland · Frankrijk · Goudkust · Griekenland · Groot-Brittannië · Guatemala · Hongarije · Hongkong · Ierland · IJsland · India · Indonesië · Iran · Israël · Italië · Jamaica · Japan · Joegoslavië · Libanon · Liechtenstein · Luxemburg · Mexico · Monaco · Nederland · Nederlandse Antillen · Nieuw-Zeeland · Nigeria · Noorwegen · Oostenrijk · Pakistan · Panama · Polen · Portugal · Puerto Rico · Roemenië · Saarland · Singapore ·  Sovjet-Unie · Spanje · Thailand · Trinidad en Tobago · Tsjecho-Slowakije · Turkije · Uruguay · Venezuela · Verenigde Staten · Vietnam · Zuid-Afrika · Zuid-Korea · Zweden · Zwitserland